# 大崎市立岩出山中学校
大崎市立岩出山中学校（おおさきしりつ いわでやまちゅうがっこう）は、宮城県大崎市岩出山字にある公立中学校。1996年に町内の3校が統合して発足した。

## 校舎
校舎と体育館の間に、「風の翼」と名づけられた巨大な湾曲面がそびえたつ。外観上の効果が高いが、北風を防ぎ、反射によって校舎上部からの採光を増すといった機能もある。
ホームルームにあたる教室はなく、荷物置き場となる生徒ラウンジがあり、生徒たちは系統別の教室に移動して授業を受ける。校舎の南側に、言語系（国語・英語）・自然系（数学・理科）・生活系（社会・技術家庭）の3系列の教室が並ぶ。メディアギャラリーと称する吹き抜けの幅広い廊下をはさんで、教室の反対側に系統ごとの研究室（職員室）がある。教室と廊下の間は広く開口され、授業の様子が教室外から見える。研究室も廊下側からガラス越しに見通せる。体育館へは「風の翼」を貫通する渡り廊下を通って行き来する。芸術系（音楽・美術）の教室は離れた芸術棟にあり、やはり渡り廊下で行き来する。
建築設計競技（コンペ）で選ばれた山本理顕が設計した。審査委員長は六角鬼丈で、コンペには北川原温なども参加していた。日本建築学会東北支部から1996年度東北建築賞作品賞を受賞した。

## 沿革
- 1996年（平成8年）4月1日 - 岩出山町立岩出山中学校、岩出山町立真山中学校、岩出山町立一栗中学校が統合されて新設の岩出山町立岩出山中学校が開校した[3]。
- 2006年（平成18年）4月1日 - 市町合併により大崎市立岩出山中学校に改称。

## 所在地
大崎市岩出山字松沢202-1

## 学区
旧岩出山町区域

## 交通
- JR陸羽東線有備館駅下車徒歩10分

## 主な卒業生
- 伊達篤郎 - 日本山岳協会最高顧問、仙台藩士会会長、伊達政宗の末裔
- 大場善次 - 中嘉屋食堂社長
- 佐藤仁一 - 元岩出山町長、宮城県議会議員
- 名取四郎 - 立教大学名誉教授
- 荒川忠一 - 東京大学名誉教授
- 佐々木義昭 - 宮城県教育委員会教育長
- 岩瀬昭典 - ジャーナリスト、河北新報社総務局長
- 中島源陽 - 元宮城県議会議長
- 宍戸治一 - プロバスケットボール選手、元U-18日本代表（富山グラウジーズ所属）
- 今野龍太 - 東京ヤクルトスワローズ